# Период Джемдет-Наср
Период Джемде́т-Наср — археологическая культура раннего бронзового века в Южной Месопотамии (современный Ирак). В общих чертах датируется временем около 3100—2900 гг. до н. э. Завершает доисторическую эпоху в Месопотамии. Иногда рассматривается как поздний этап урукского периода (фаза Урук III). Соответствует II Протописьменному периоду в трудах историков и лингвистов. Название — по памятнику Джемдет-Наср, где были впервые обнаружены типичные находки этого времени. Охватывала Южный и Центральный Ирак. Развилась как локальный вариант культуры предшествующего урукского периода; сменилась культурой раннединастического периода шумерской цивилизации.

## История открытия
В начале 1900-х годов на антикварных рынках стали появляться глиняные таблички с надписями, выполненными архаической формой шумерской клинописи. В 1903 году группа германских исследователей, раскапывавших Шуруппак (Телль-Фара), приобрела коллекцию из 36 таких табличек; по их мнению находки происходили с памятника Телль-Джемдет-Наср, однако позже было показано, что их вероятный источник — Телль-Укайр. В 1915 году похожие таблички были выставлены на продажу французскими торговцами древностями, а их источником также был назван Телль-Джемдет-Наср. Наконец в 1925 году похожие находки вместе с образцами примечательной расписной керамики (монохромной и полихромной) были продемонстрированы местными арабами ассириологу Стивену Герберту Лэнгдону, который на тот момент руководил раскопками в Телль-эль-Ухаймире (исторический Киш) Арабские жители сообщили Лэнгдону, что находки происходят с телля Джемдет-Наср, расположенного примерно в 26 км к северо-западу от Телль-эль-Ухаймира. Впечатлённый Лэнгдон посетил Джемдет-Наср и в 1926 году начал его раскопки. Исследования открыли крупную сырцовую постройку c осколками характерной керамики и коллекцией 150—180 глиняных табличек с надписями полупиктографическим письмом — предшественником исторической клинописи.
Важность этих открытий была немедленно оценена в научном мире и в 1930 году на конференции в Багдаде был официально выделен период Джемдет-Наср (названный по эпонимному памятнику), наряду с выделенными тогда же убейдским и урукским периодами. Лишь впоследствии было доказано, что часть уникальных черт материальной культуры Джемдет-Насра присуща предшествующему урукскому и последующему раннединастическому периодам. Тем не менее, обычно считается что Джемдет-Наср имеет достаточные отличия в материальной культуре и стоящих за ней социокультурных характеристиках, чтобы рассматриваться в качестве отдельного периода. Вслед за первыми раскопками в Телль-Джемдет-Насре, признаки этого периода были обнаружены на многих других памятниках на юге центральной части Ирака, среди них: Абу-Салабих, Шуруппак, Хафадже, Ниппур, Телль-Укайр, Ур и Урук.

## Датировка
В прежней научной литературе датами начала и конца периода Джемдет-Наср часто назывались 3200-3000 до н. э. В настоящее время на основе радиоуглеродного анализа он датируется 3100—2900 гг. до н. э.. Джемдет-Наср синхронен раннему периоду Ниневии V Северной Месопотамии и протоэламскому периоду Ирана; для всех упомянутых периодов совпадают две характерные черты — зарождающаяся бюрократическая система и социальное неравенство.

## Характеристика

### Материальная культура

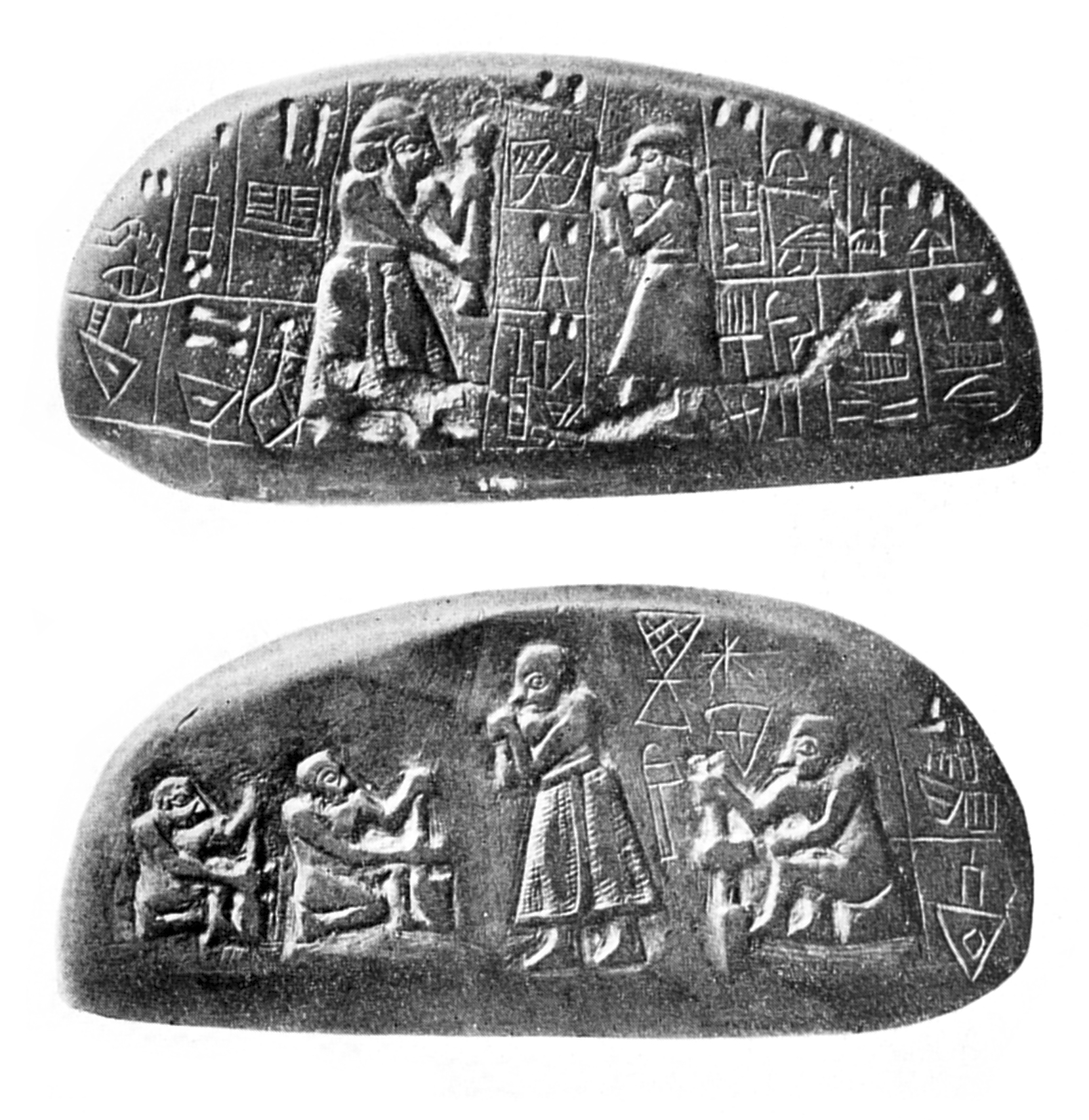
Архаическая клинопись и изображения на монументе Блау, 3100-2700 до н. э. Британский музей

Важнейшей характеристикой периода Джемдет-Наср является специфическая расписная монохромная и полихромная керамика. Орнамент — геометрический и в виде фигур — деревьев и животных (птицы, рыбы, козы, скорпионы и змеи). Вместе с тем, расписная глиняная посуда составляет лишь небольшой процент от общего числа находок керамики на разных памятниках, а её контекст позволяет предположить связь таких изделий с лицами или деятельностью, предполагающими высокий статус. В частности, на памятнике Джемдет-Наср расписная керамика была обнаружена исключительно в крупном центральном здании поселения, которое, как считается было связано управлением многими аспектами хозяйственной деятельности. В аналогичном контексте расписная посуда периода Джемдета Насра была найдена также в Телль-Фара и Телль-Губба в Хамирнском регионе.

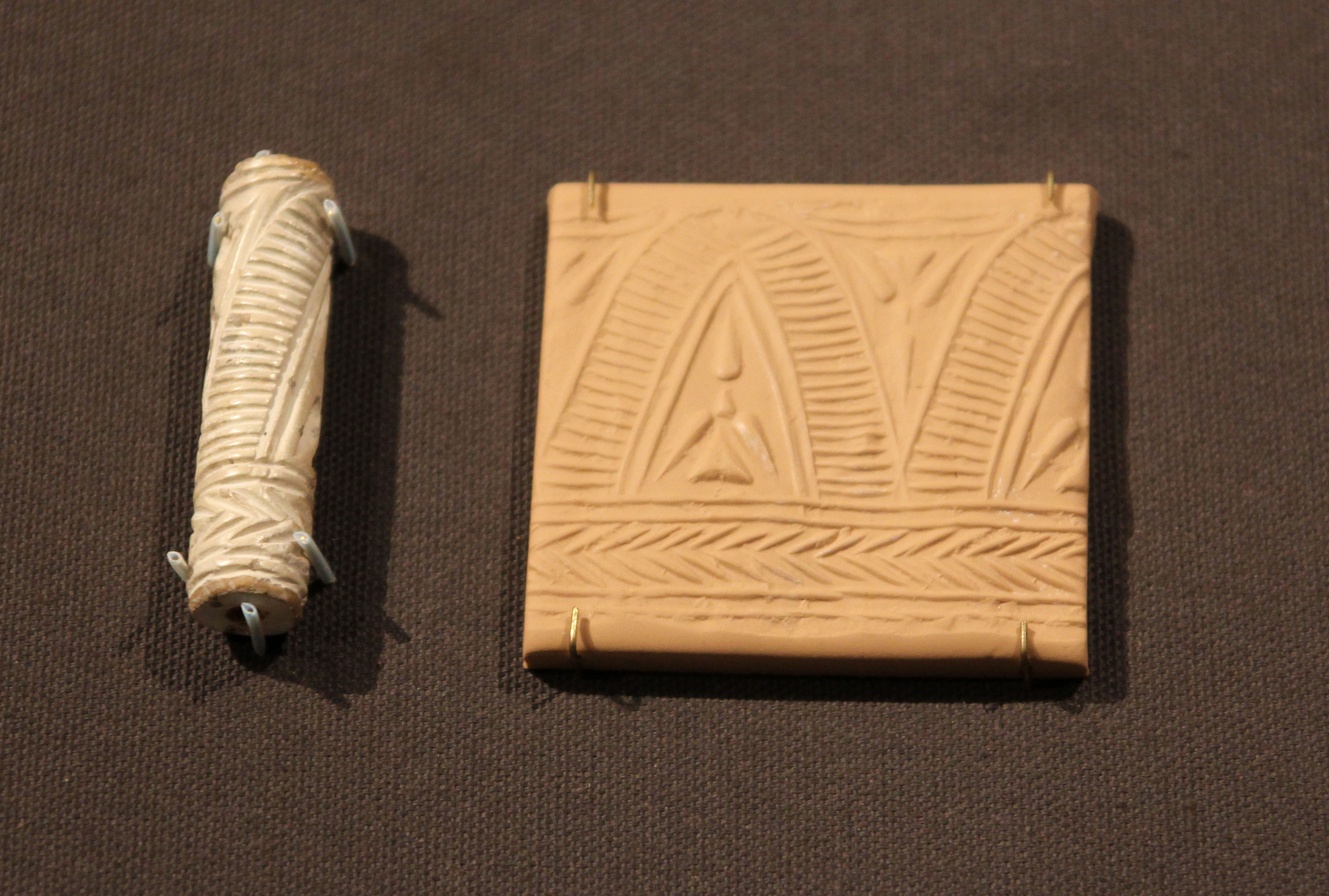
Цилиндрическая печать из глазурованного стеатита и её современный оттиск. Находка из Хафадже. Период Джемдет-Наср

Помимо характерной глиняной посуды, период также известен как один из этапов формирования клинописного письма. Древнейшие глиняные таблички происходят из Урука и датируются концом IV тысячелетия до нашей эры — немного раньше, чем период Джемдет-Наср. Ко времени периода Джемдет-Наср письменность уже претерпела ряд существенных изменений. Первоначально представлявшие рисунки-пиктограммы, знаки письма теперь приобретали более простой и абстрактный облик. Тогда же очертания значков приобрели характерный клинообразный облик.
Несмотря на то, что язык, на котором были написаны таблички периода, нельзя надёжно определить, принято считать, что это шумерский язык. Все без исключения тексты связаны с ведением учёта и касаются административных вопросов: нормирование продуктов питания, перечисление предметов, животных. Литературные тексты — гимны и списки царей и др. — отсутствуют. Хозяйственные архивы периода Джемдет-Наср обнаружены на памятниках: Телль-Укайр, Телль-Хафадже и Урук. В них использовались две разные системы подсчета: шестидесятеричная — в частности для животных и людей, и стодвадцатеричная - для таких вещей, как зерно, сыр и свежая рыба

### Экономика и общество

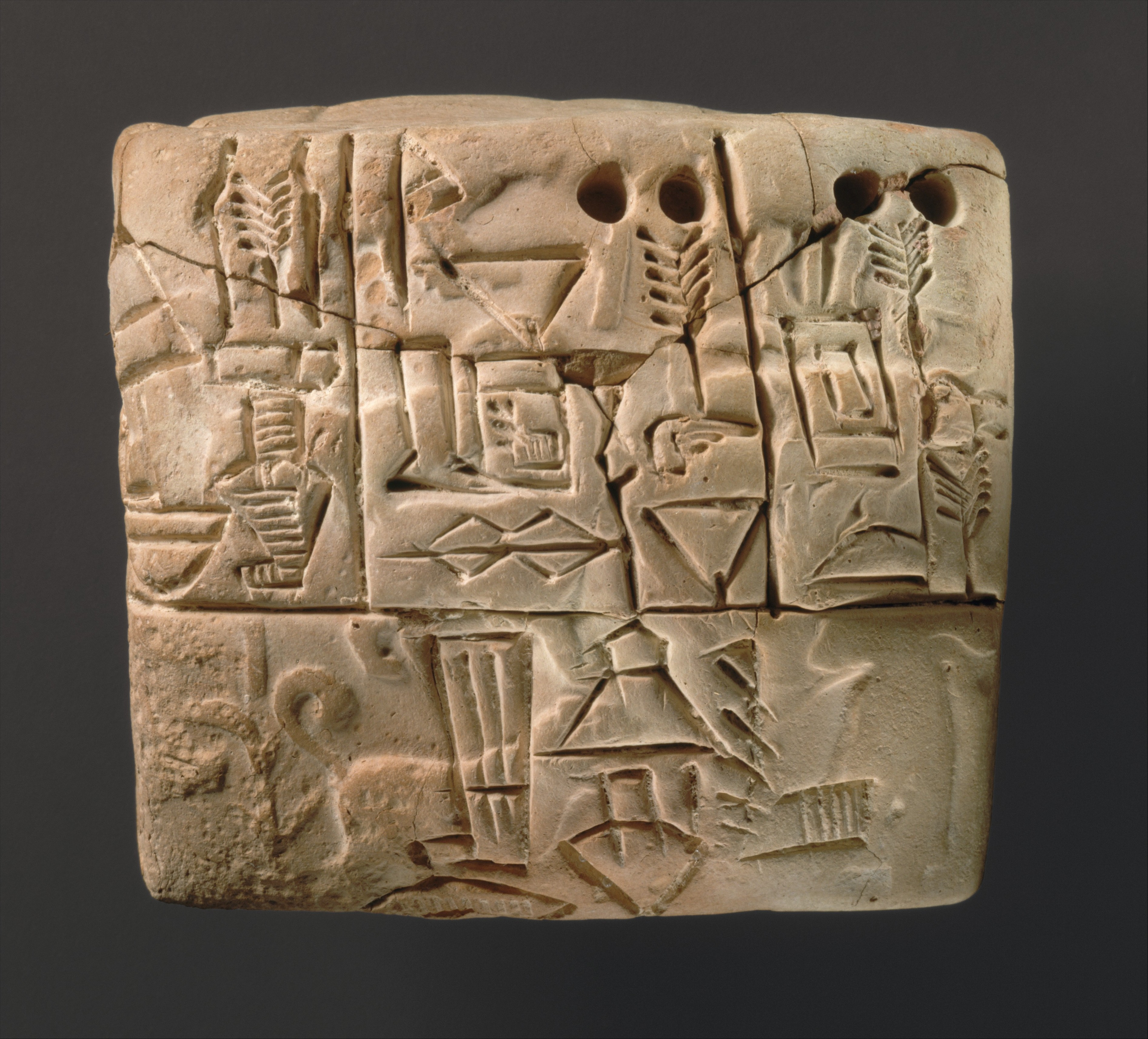
Табличка учёта из Урука (предположительно). Период Джемдет-Наср

Экономика, по-видимому, базировалась на натуральном хозяйстве, основу которого составляли земледелие, разведении овец и коз, а также обмен. На памятниках рассматриваемого периода обнаружены редкие предметы роскоши — экзотические товары, драгоценные камни. Вместе с тем, стандартность форм керамики во всей Южной Месопотамии указывает на интенсивность контактов и торговых отношений между поселениями. Подтверждением этому может служить печать в Джемдете-Насре, в которой перечислен ряд городов включая Ур, Урук и Ларсу.
Обнаружение на таких памятниках как Джемдет-Наср крупных централизующих построек, табличек с надписями административного характера и цилиндрических печатей — позволяет предположить организованность жизни поселений того времени, регулирование центральной администрацией всех сторон экономической жизни: от ремесел до сельского хозяйства, а также нормирование продуктов питания. Ко времени Джмедет-Наср относятся древнейшие изображения неких лидеров — условных вождей-жрецов (например на монументе Блау). Предполагается, что в период Джемдет-Наср формируются древнейшие династии правителей (вероятно связанных с жреческой средой) и шумерские протогосударства, выросшие из местных территориальных общин.

## Артефакты

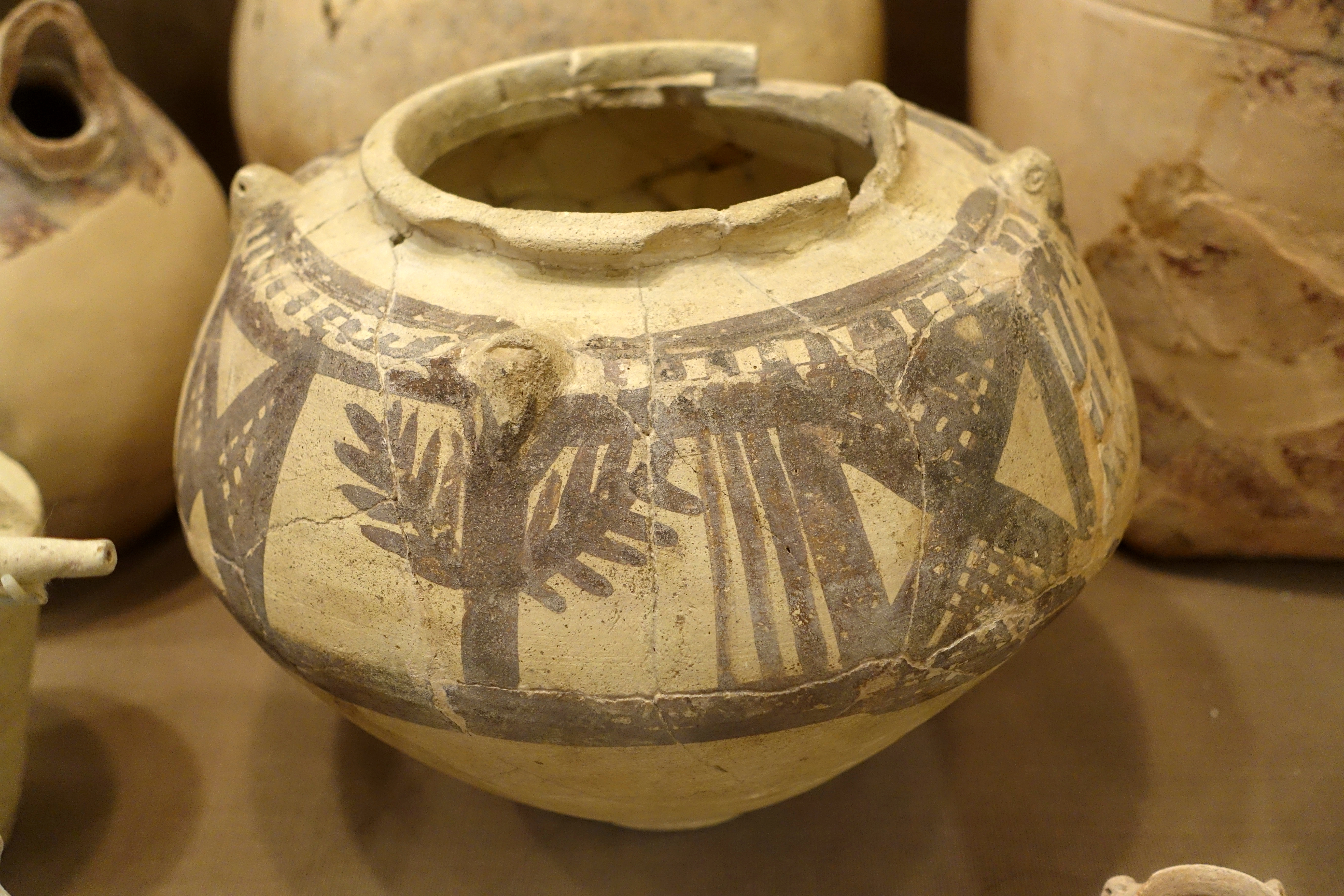
Расписной керамический сосуд периода Джемдет-Наср из Хафадже. Музей Восточного института Чикагского университета
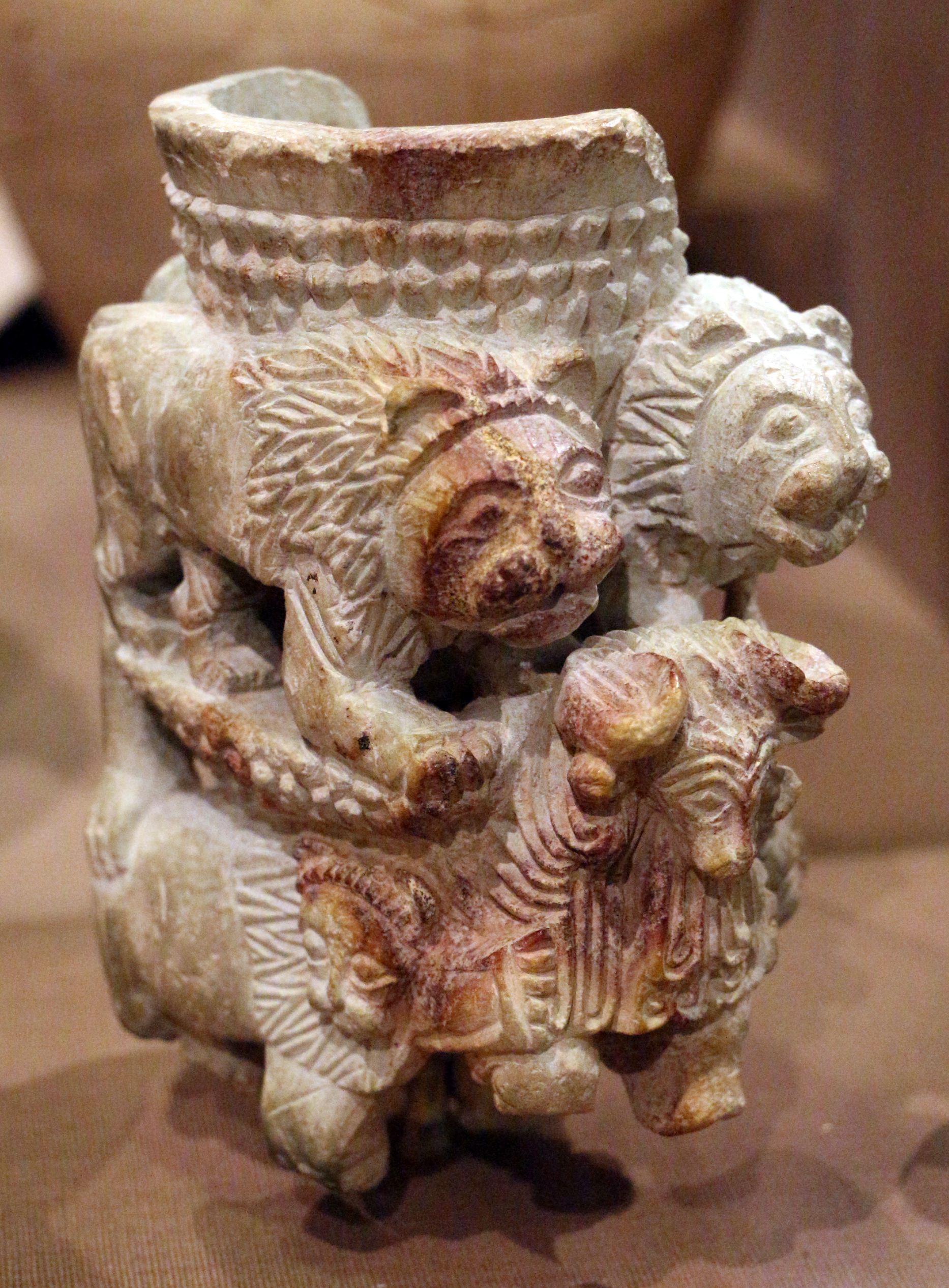
Фрагмент сосуда с изображением обнажённого героя, быков и львов из Телль-Аграба. Джемдет-Наср—РД, 3000-2600 до н. э.
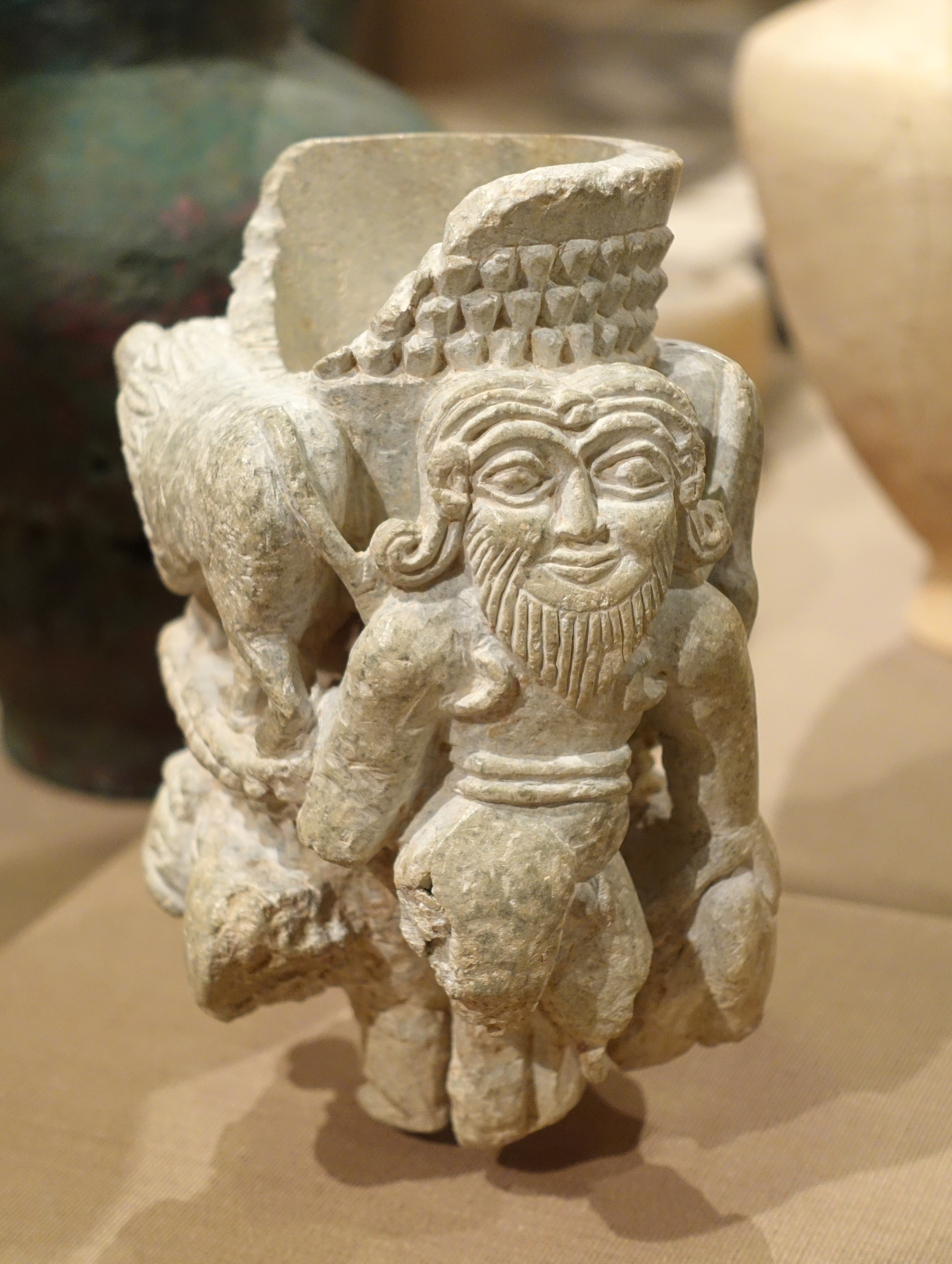
Фрагмент того же сосуда с изображением обнажённого героя, быков и львов из Телль-Аграба. Джемдет-Наср—РД, 3000-2600 до н. э.
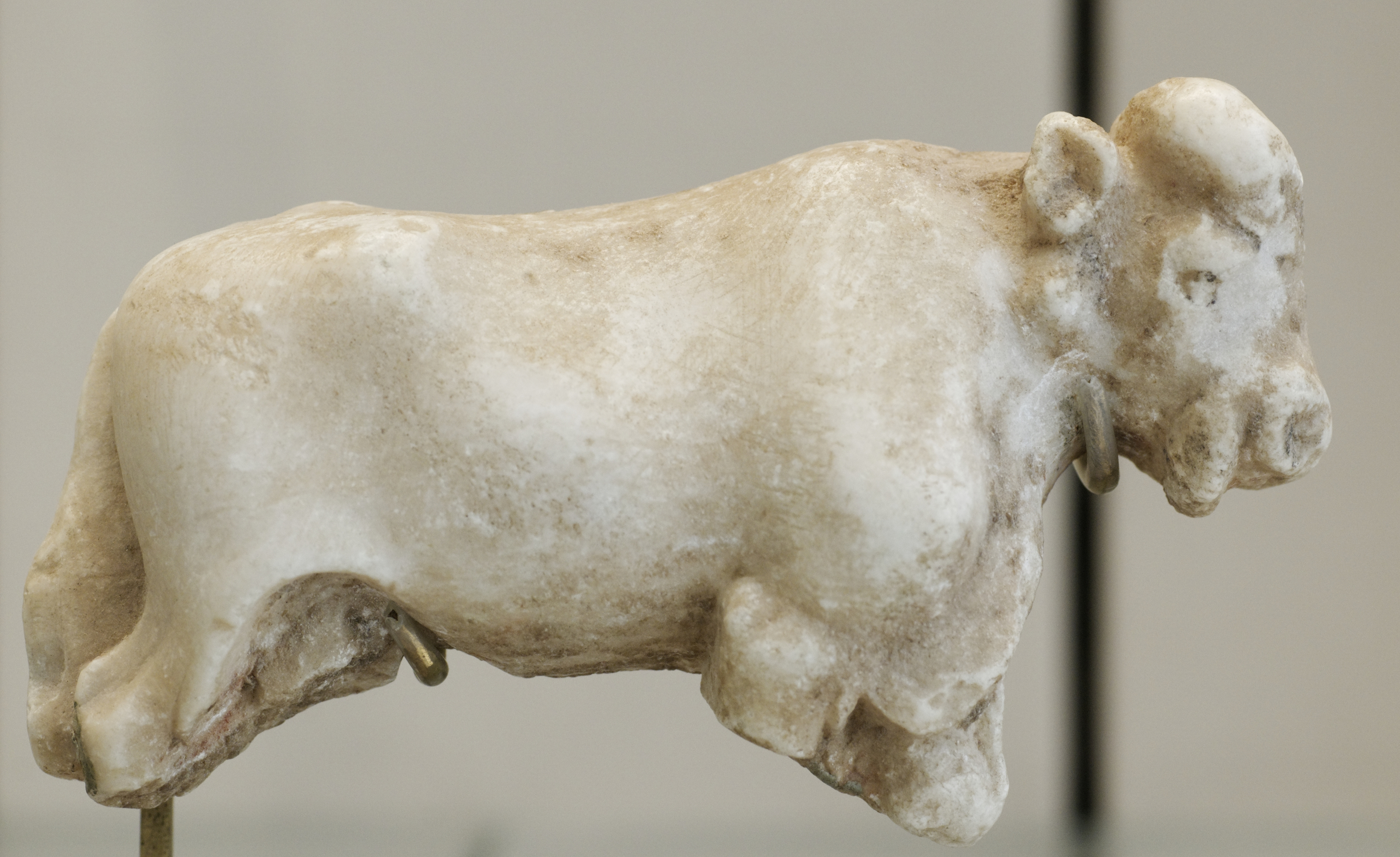
Известняковая статуя быка из Урука. Период Джемдет-Наср.
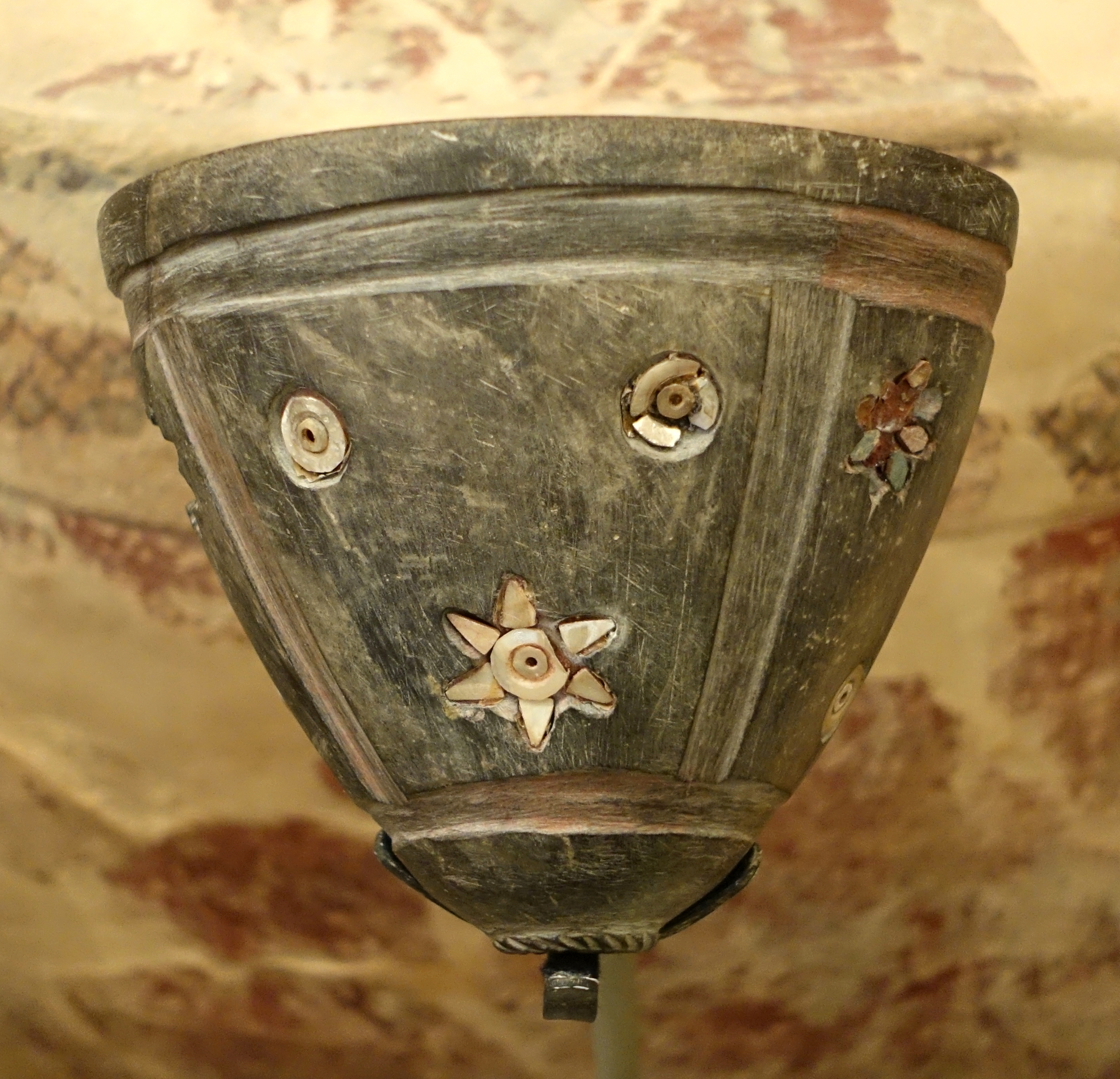
Каменная чаша периода Джемдет-Наср, инкрустированная перламутром, красной керамикой и битумом.
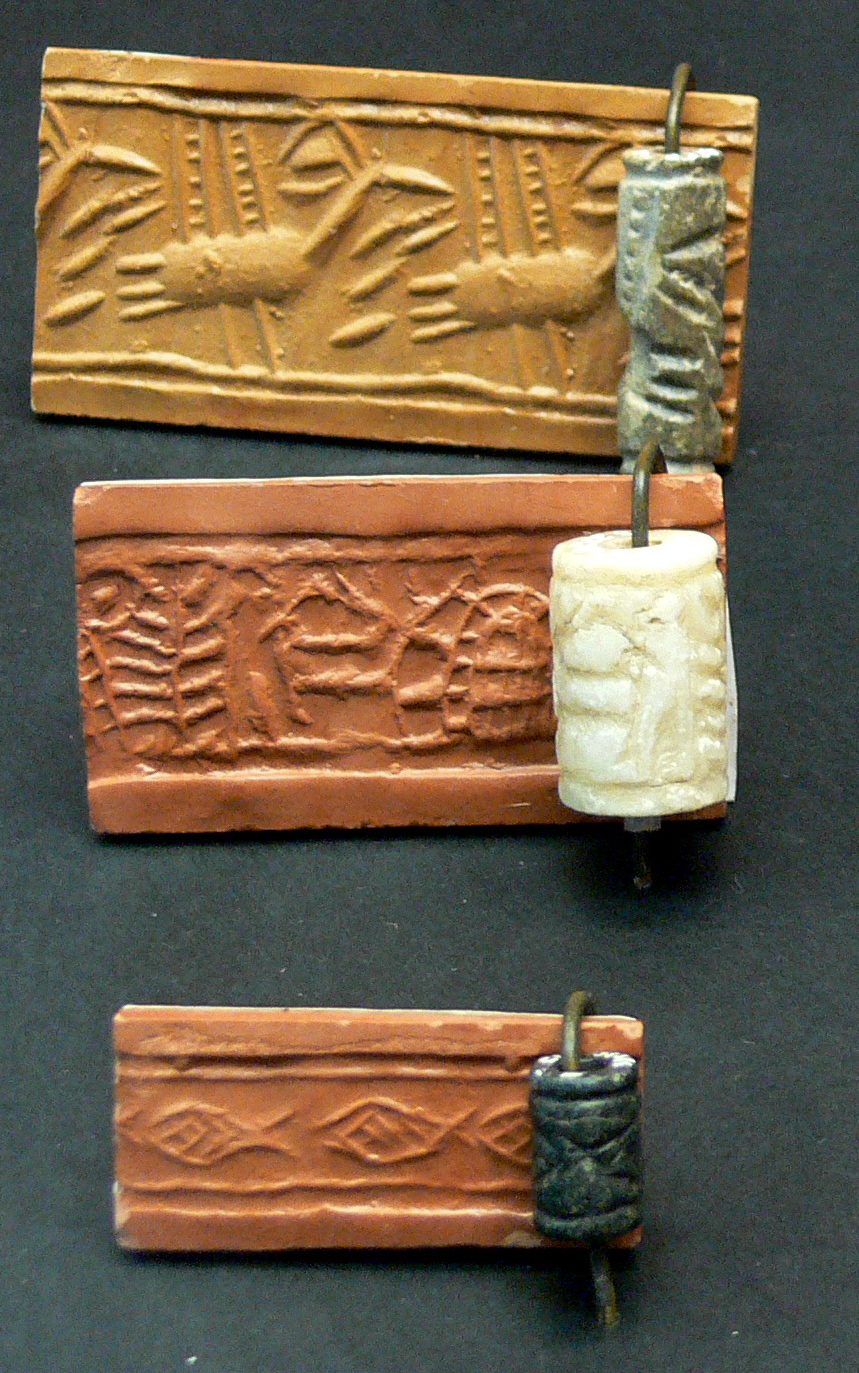
Цилиндрические печати, Джемдет-Наср 3.
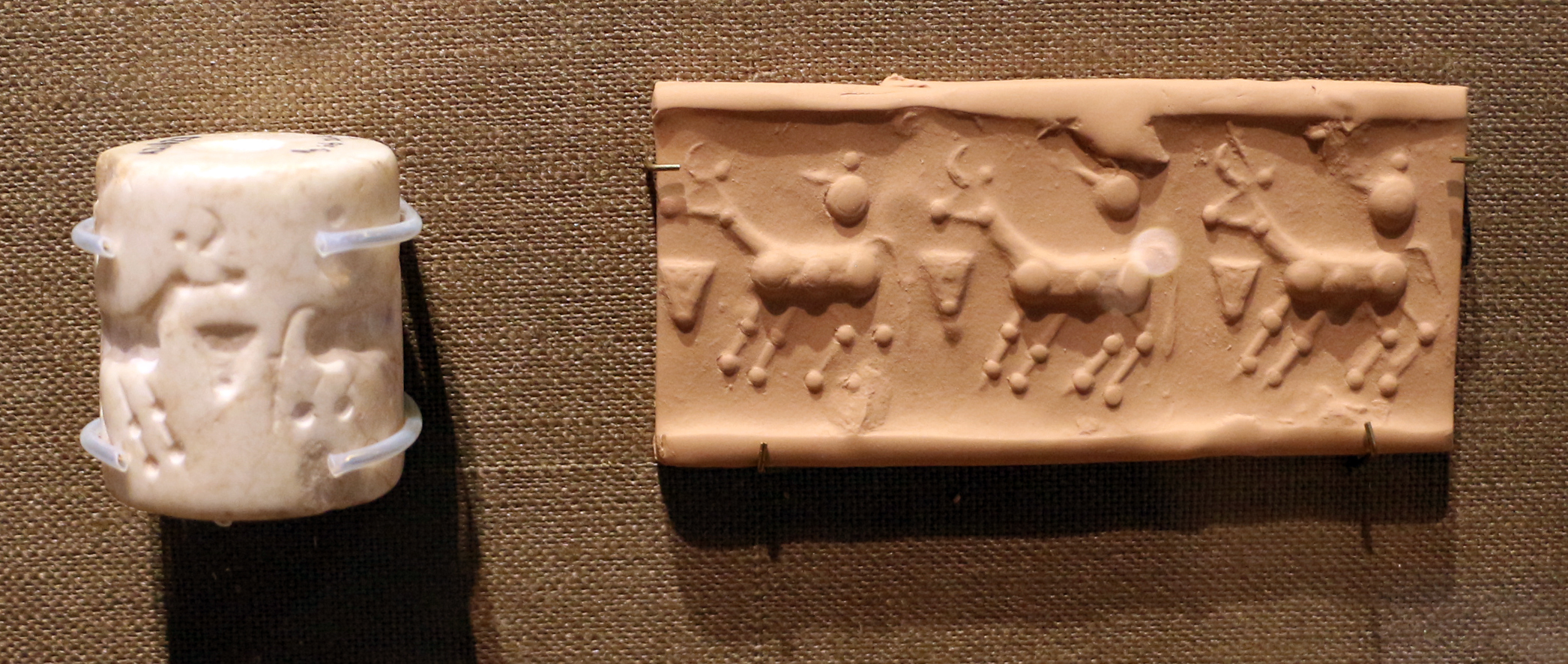
Цилиндрическая печать, датируемая периодом позднего Урука — Джемдет-Насра (3350-2900 до н. э.).
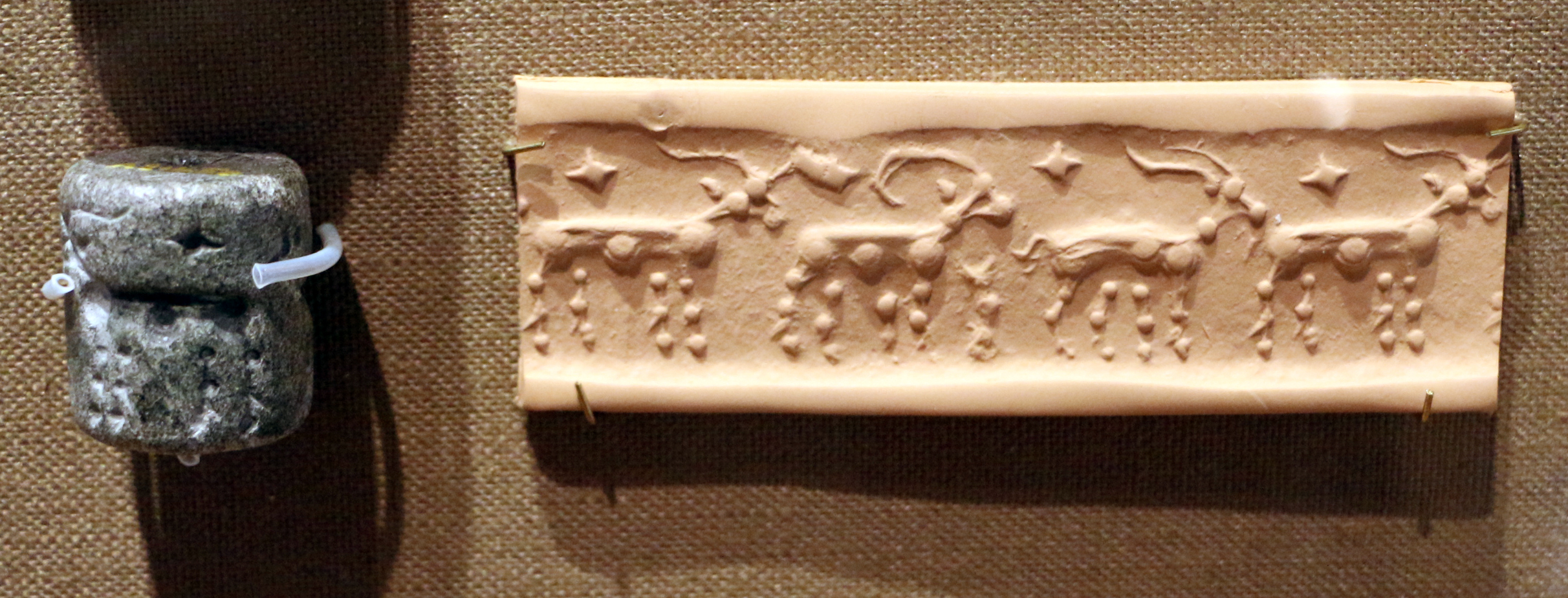
Цилиндрическая печать, датируемая периодом позднего Урука — Джемдет-Насра (3350-2900 до н. э.).
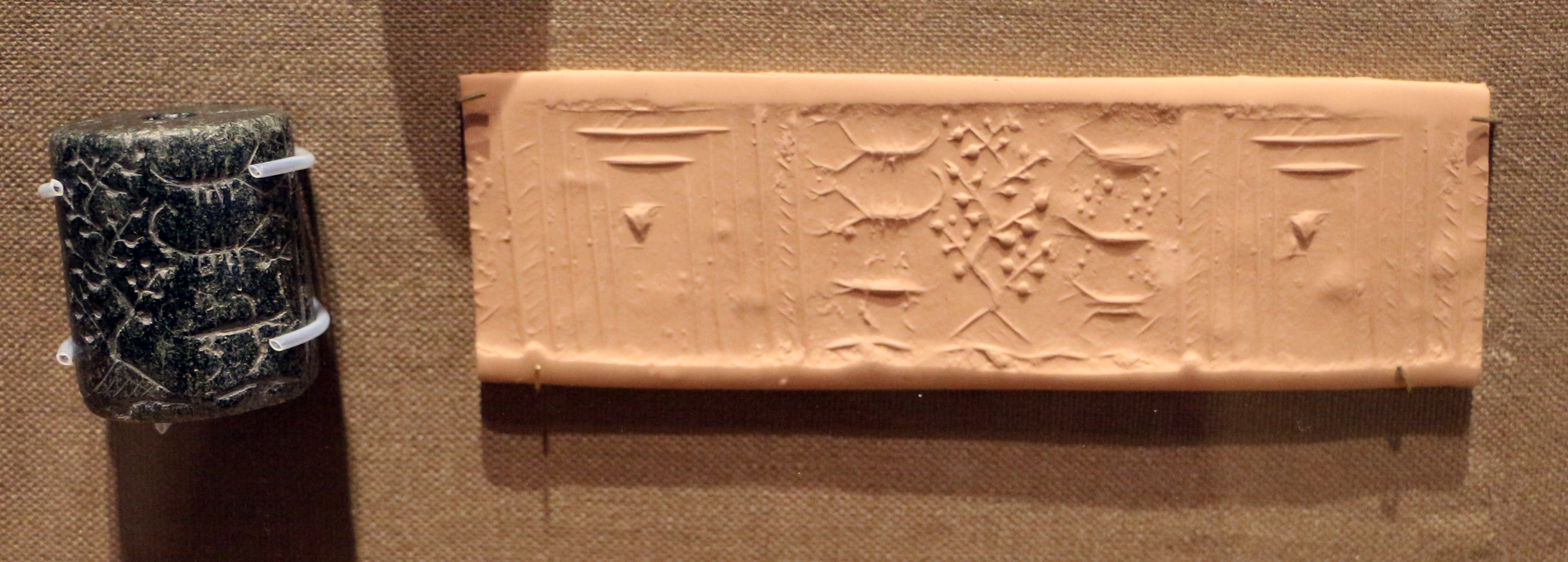
Цилиндрическая печать, датируемая периодом позднего Урука — Джемдет-Насра (3350-2900 до н. э.).
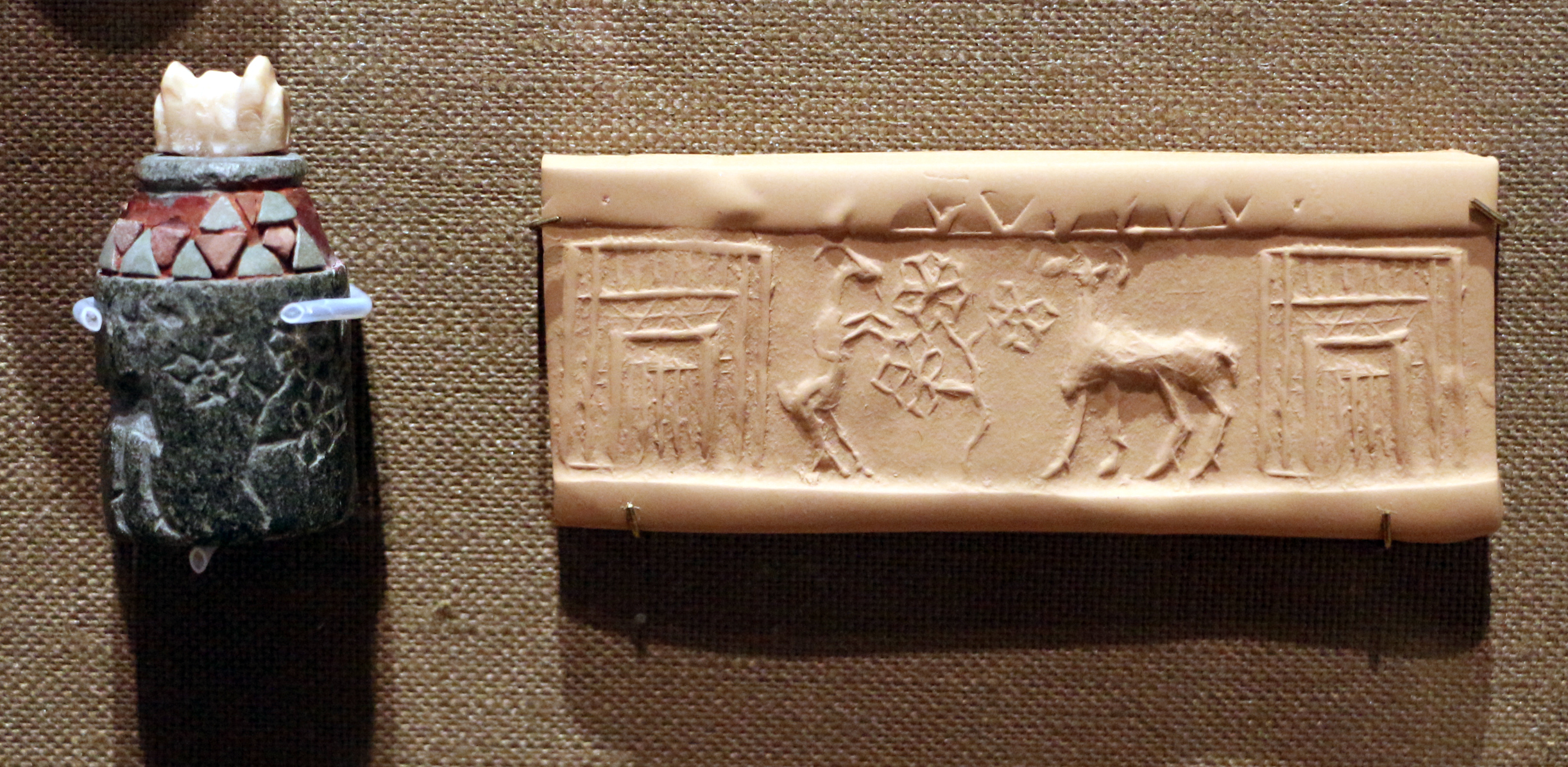
Цилиндрическая печать, датируемая периодом позднего Урука — Джемдет-Насра (3350-2900 до н. э.).